# フェアリーキングプローン
フェアリーキングプローン（靚蝦王、Fairy King Prawn、1995年 - ）は香港の競走馬。香港で1999年/2000年シーズンと2000年/2001年シーズンの2度年度代表馬に輝いたほか、日本に遠征し安田記念でも優勝した。
馬名はキングプローン（大きなエビの意、蝦王）が冠名で、英語名・広東語名から意訳すると「活きのいい大きなエビ」になる、馬主がエビが好きだったことからこのような名になった。なおフェアリーキングという名の種牡馬がいるが、名前が似ているだけでまったく関係はない。

## 戦績
1998年から2001年にかけて走った香港の一流馬で、スプリントからマイル路線にかけて活躍した。
2歳（南半球表記：以下同）時の1998年の3月に姚本輝（リッキー・イウ）厩舎の所属馬として新馬カテゴリでデビューし勝利。このシーズンはこの1戦のみで終えた。
3歳を迎えた1998/1999シーズンは、国際競走への出走こそならなかったが、5月に行われたチェアマンズプライズで初の重賞勝利を含む7戦4勝の成績を残し、最優秀スプリンターのタイトルを受賞した。
飛躍のシーズンとなったのが1999/2000シーズン。休み明け2戦を経て臨んだ香港スプリントに6番人気の人気薄ながら優勝し、香港のトップホースの1頭となった。年明け後にスプリント重賞を2走し、いずれも2着に終わった後アイヴァン・アランの下に転厩して、目標を日本の安田記念へと定めた。鞍上にリーディング上位のロビー・フラッドを迎え、チェアマンズプライズ2着を経て来日した本馬は、単勝10番人気の低評価を覆して外からよく伸び、ディクタットを抑えて香港馬として初めて日本のGIに優勝を果たした。これらが評価され、このシーズンの最優秀スプリンターおよび最優秀マイラーのタイトルと合わせて本馬は年度代表馬に選ばれた。
2000/2001シーズンを迎え、マイルチャンピオンシップを目標に再び日本への遠征が計画されたが、香港で日本脳炎に感染した競走馬が見つかり、検疫上の配慮から遠征を見送ることとなった。目標を新たにし、年末の香港マイルに向かうが、オーストラリアの最強牝馬サンラインに激闘の末ハナ差の2着に敗れた。
年が明けるとスチュワーズカップ、ボーヒニアスプリントトロフィーのG1 2つに優勝し、香港金盃を叩いてUAEのドバイデューティーフリーに遠征を敢行。そこで再び顔を合わせることとなったサンラインへのリベンジは果たすが、サンラインとの勝負に固執した結果ジムアンドトニックに敗れ2着となった。このときの騎乗ぶりがアランの怒りを買い、フラッドは本馬から降ろされることになる。
香港に凱旋後、チェアマンズスプリントプライズを勝利。続いてシンガポール国際カップを目標とすると、サンライン、ジムアンドトニックとの再戦に注目が集まるが、シンガポール遠征は回避し安田記念に向かうこととなる。連覇を狙った安田記念では1番人気に押されるも、末脚不発で9着に敗退。しかしながら、このシーズンも最優秀スプリンター、最優秀マイラーのタイトルとともに、年度代表馬に選出された。
さらなる飛躍を期待され迎えた2001/2002シーズンは、緒戦のナショナルデイカップをコースレコードで1着するが、脚部不安を発症。長く治療が続けられたが翌シーズン2月に引退。2003年の2月23日に沙田競馬場で引退式が行われた。引退後は屯門の公立騎術学校（乗馬スクール）にて余生を送っている。

### 年度別成績
- 1997/1998年 1戦1勝
- 1998/1999年 8戦4勝 香港最優秀スプリンター
  - 1着 チェアマンズプライズ（香港G1・LR）
  - 2着 國際スプリントトライアル（香港G2・LR）、沙田ヴァーズ（香港G2・LR）
- 1999/2000年 7戦2勝 香港馬王、香港最優秀マイラー、香港最優秀スプリンター
  - 1着 香港スプリント（香港G1・LR）、安田記念（日本GI・LR）
  - 2着 チェアマンズプライズ（香港G1・LR）、センテナリーカップ（香港G2・LR）、ボーヒニアスプリントトロフィー（香港G3・LR）
- 2000/2001年 9戦4勝 香港馬王、香港最優秀マイラー、香港最優秀スプリンター
  - 1着 チェアマンズスプリントプライズ（香港G1・LR）、ボーヒニアスプリントトロフィー（香港G1・LR）、スチュワーズカップ（香港G1・LR）、ハッピーバレートロフィー（香港G3・LR）
  - 2着 香港マイル（香港国際G1）、ドバイデューティーフリー（UAE国際G2）、チェアマンズプライズ（香港G1・LR）
- 2001/2002年 1戦1勝

## 血統表
| フェアリーキングプローンの血統    | フェアリーキングプローンの血統             | フェアリーキングプローンの血統             | （血統表の出典）                           | （血統表の出典）        |
| 父系                              | デインヒル系（ダンジグ系）                 | デインヒル系（ダンジグ系）                 | デインヒル系（ダンジグ系）                 | [ § 2 ]                 |
| 父 *デインヒル Danehill 1986 鹿毛 | 父の父Danzig 1977 鹿毛                     | Northern Dancer                            | Nearctic                                   | Nearctic                |
| 父 *デインヒル Danehill 1986 鹿毛 | 父の父Danzig 1977 鹿毛                     | Northern Dancer                            | Natalma                                    |                         |
| 父 *デインヒル Danehill 1986 鹿毛 | 父の父Danzig 1977 鹿毛                     | Pas de Nom                                 | Admiral's Voyage                           | Admiral's Voyage        |
| 父 *デインヒル Danehill 1986 鹿毛 | 父の父Danzig 1977 鹿毛                     | Pas de Nom                                 | Petitioner                                 |                         |
| 父 *デインヒル Danehill 1986 鹿毛 | 父の母Razy Ana 1981 鹿毛                   | His Majesty                                | Ribot                                      | Ribot                   |
| 父 *デインヒル Danehill 1986 鹿毛 | 父の母Razy Ana 1981 鹿毛                   | His Majesty                                | Flower Bowl                                |                         |
| 父 *デインヒル Danehill 1986 鹿毛 | 父の母Razy Ana 1981 鹿毛                   | Spring Adieu                               | Buckpasser                                 | Buckpasser              |
| 父 *デインヒル Danehill 1986 鹿毛 | 父の母Razy Ana 1981 鹿毛                   | Spring Adieu                               | Natalma                                    |                         |
| 母 Twiglet 1987 黒鹿毛            | 母の父Twig Moss 1973 鹿毛                  | Luthier                                    | Klairon                                    | Klairon                 |
| 母 Twiglet 1987 黒鹿毛            | 母の父Twig Moss 1973 鹿毛                  | Luthier                                    | Flute Enchantee                            |                         |
| 母 Twiglet 1987 黒鹿毛            | 母の父Twig Moss 1973 鹿毛                  | Top Twig                                   | High Perch                                 | High Perch              |
| 母 Twiglet 1987 黒鹿毛            | 母の父Twig Moss 1973 鹿毛                  | Top Twig                                   | Kimpton Wood                               |                         |
| 母 Twiglet 1987 黒鹿毛            | 母の母Extradite 1982 黒鹿毛                | Bletchingly                                | Biscay                                     | Biscay                  |
| 母 Twiglet 1987 黒鹿毛            | 母の母Extradite 1982 黒鹿毛                | Bletchingly                                | Coogee                                     |                         |
| 母 Twiglet 1987 黒鹿毛            | 母の母Extradite 1982 黒鹿毛                | Expulsion                                  | *インファチュエイション                    | *インファチュエイション |
| 母 Twiglet 1987 黒鹿毛            | 母の母Extradite 1982 黒鹿毛                | Expulsion                                  | Roedean                                    |                         |
| 母系(F-No.)                       | 22号族(FN:22)                              | 22号族(FN:22)                              | 22号族(FN:22)                              | [ § 3 ]                 |
| 5代内の近親交配                   | Natalma4×4=12.50%（父内）、Nearco5×5=6.25% | Natalma4×4=12.50%（父内）、Nearco5×5=6.25% | Natalma4×4=12.50%（父内）、Nearco5×5=6.25% | [ § 4 ]                 |
| 出典                              | 1. 2. 3. 4.                                | 1. 2. 3. 4.                                | 1. 2. 3. 4.                                | 1. 2. 3. 4.             |